# Piotr Geisler
Piotr Geisler (ur. 19 stycznia 1870 w Dobromilu, zm. 27 listopada 1930 w Krakowie) – doktor medycyny, tytularny generał brygady Wojska Polskiego.

## Życiorys
Piotr Geisler urodził się 19 stycznia 1870 roku w Dobromilu. Kształcił się w Przemyślu. W 1897 roku ukończył studia w Krakowie i został oficerem zawodowym służby zdrowia armii austriackiej. Służył początkowo w szpitalach garnizonowych Krakowa i Budapesztu. W latach 1896–1902 lekarz batalionu w garnizonie Jarosław. Kapitan z 1900 roku. Do 1914 roku w szpitalach.
W czasie I wojny światowej na froncie rosyjskim. Major od 1 maja 1915 roku. W 1918 roku podpułkownik na froncie włoskim.
Od listopada 1918 roku w Wojsku Polskim. Ordynator szpitali w Krakowie i Nowym Sączu. Pułkownik z 1920 roku zweryfikowany 1 czerwca 1919 roku. W latach 1922–1923 kierownik Rejonu Sanitarnego Katowice. Od 1924 roku naczelny lekarz 73 pułku piechoty i garnizonu Katowice, a później naczelny lekarz 75 pułku piechoty w Chorzowie.
4 stycznia 1927 roku Prezydent RP Ignacy Mościcki nadał mu stopień generała brygady, wyłącznie z prawem do tytułu, z dniem przeniesienia w stan spoczynku – 28 lutego 1927 roku. Mieszkał wówczas w Katowicach przy ulicy Mickiewicza 18/I. Zmarł 27 listopada 1930 roku w Krakowie. Pochowany na cmentarzu Rakowickim.

## Odznaczenia
- Kawaler Orderu Franciszka Józefa z dekoracją wojenną
- Brązowy Medal Zasługi Wojskowej na wstędze Krzyża Wojskowego
- Złoty Krzyż Zasługi Cywilnej z dekoracją wojenną na wstędze wojskowej
- Medal Jubileuszowy Pamiątkowy dla Sił Zbrojnych i Żandarmerii
- Krzyż Jubileuszowy Wojskowy

Opracowano na podstawie źródła.